# عبد الرحمن العنزي (لاعب كرة قدم مواليد 1988)
عبد الرحمن عوض مهدي العنزي ، لاعب كرة قدم كويتي. من مواليد 9 مارس 1988. يلعب مع نادي النصر الكويتي.